# Dorosz Dávid
Dorosz Dávid (Budapest, 1985. október 6. –) magyar író, jogász, politikus, a Párbeszéd Magyarországért párt tagja, korábbi parlamenti képviselő, 2019 és 2020 között Budapest főpolgármester-helyettese. A 2021-es magyarországi ellenzéki előválasztás megnyerésével az Egységben Magyarországért közös országgyűlési képviselőjelöltje volt a 2022-es magyarországi országgyűlési választáson. 2025-ben jelent meg első regénye, a „Mindenki lelép – thriller a mai Magyarországról”.

## Élete
Budapest XIII. kerületében született, jelenleg Bécsben él. A Szilágyi Erzsébet Gimnáziumban érettségizett (2004). Három diplomája van, az ELTE-ÁJK jogász szak (2009), Budapesti Corvinus Egyetem nemzetközi kapcsolatok szak, Webster University MBA (2017).
Tanulmányai mellett, gyakornokként, több évet dolgozott egy ügyvédi irodában. 2006–2008 között egy online rádióban szerkesztett és vezetett kulturális illetve külpolitikai műsorokat. A Humana nevű ifjúsági emberi jogi lapnak alapító tagja, ide társadalmi kérdésekről írt riportokat.
2020-2021-ben tagja volt az Atlantic Council fiatal vezetőket összefogó Millennium Leadership Programjának.

## Politikai pályafutása
2009 tavaszán lépett be a Lehet Más a Politika pártba. 2009 őszén a budapesti VIII. kerületi időközi polgármester-választáson a párt kampányfőnöki feladatait látta el, majd 2010 tavaszán az országgyűlési választásokon az LMP országos kampánymenedzsereként dolgozott. 2010 áprilisában a budapesti területi lista 4. helyezettjeként jutott képviselői mandátumhoz. A parlamentben a Honvédelmi és rendészeti bizottságnak és a Nemzeti Összetartozás Bizottságának volt tagja. 2010 őszén az önkormányzati választásokon a XIII. kerületben indult. 2011-ben rövid ideig az LMP választmányának titkára volt.
A 2013 februárjában a Lehet Más a Politika pártból kivált Párbeszéd Magyarországért egyik alapítója és tagja, az ő képviseletükben indult a 2014-es országgyűlési választások során a Pest megyei 1-es választókerületben; itt Aradszki András után második helyet ért el. 2014-től a magánszektorban dolgozott, de 2019 januárjától Karácsony Gergely kampányfőnöke volt, akit 2019. október 13-án főpolgármesterré választottak.
2019. november 5-én a Fővárosi Közgyűlés a klímavédelmi és fejlesztési főpolgármester-helyettessé választotta.
2020. november 19-én Dorosz Dávid beadta a lemondását a főpolgármester-helyettességről.
A 2021-es magyarországi ellenzéki előválasztáson az MSZP-Párbeszéd a Dunakeszi központú, Pest megyei 5. sz. országgyűlési egyéni választókerületben indította. Ezen 62,48%-os eredménnyel győzelmet aratott a DK-s Tonzor Péter és az Új Világ Néppárti Fekete László fölött.
Előválasztási győzelmével hat ellenzéki párt (az MSZP-Párbeszéd mellett a DK, a Jobbik, az LMP és a Momentum Mozgalom) közös jelöltjévé vált a 2022-es magyarországi országgyűlési választáson, azonban nem sikerült egyéni mandátumot szereznie.
A 2022-es választáson a Párbeszéd kampányfőnökeként is dolgozott egyéni jelöltsége mellett.

## Könyve
2019 novemberében jelent meg könyve "Az idő szorításában - Hogyan kerüljük el a globális összeomlást?" címmel a klímaváltozásról és más globális kihívásokról.
2025-ben jelent meg első regénye, Mindenki lelép címmel a Cser Kiadó gondozásában. A társadalomkritikus thriller egy balatoni hétvége eseményein keresztül mutatja be egy harmincas–negyvenes generáció erkölcsi dilemmáit, személyes válságait és a mai magyar közélet visszásságait.